# بوم‌شناسی فضایی
بوم‌شناسی فضایی یا بوم‌شناسی مکانی (به انگلیسی: Spatial ecology) واحد پراکندگی یا فضایی نهایی را که یک گونه اشغال می‌کند مطالعه می‌کند. در یک زیستگاه خاص که توسط چندین گونه مشترک است، هر یک از گونه‌ها معمولاً به ریززیستگاه یا کنام فضایی خود محدود می‌شود زیرا دو گونه در یک قلمرو عمومی معمولاً نمی‌توانند یک کنام بوم‌شناختی را برای مدت زمان قابل توجهی اشغال کنند.